# Brema
Brema, Wolne Hanzeatyckie Miasto Brema (niem. Bremen, Freie Hansestadt Bremen) – miasto (niem. Stadtgemeinde) w północnych Niemczech, stolica najmniejszego kraju związkowego Brema, do którego należy również Bremerhaven. Leży nad rzeką Wezerą w odległości ok. 60 km od jej ujścia do Morza Północnego.
Brema jest dużym ośrodkiem przemysłowym, a port Brema-Bremerhaven jest jednym z największych portów morskich Niemiec. Ośrodek handlowy (banki, siedziby wielu przedsiębiorstw); akwarium morskie, ogród botaniczny.

## Podział administracyjny
Brema składa się z pięciu dzielnic (Stadtbezirk):
- Mitte
- Nord
- Ost
- Süd
- West

Dzielnice podzielone są na 23 części miasta (Stadtteil): Blumenthal, Burglesum, Findorff, Gröpelingen, Häfen, Hemelingen, Horn-Lehe, Huchting, Mitte, Neustadt, Oberneuland, Obervieland, Osterholz, Östliche Vorstadt, Schwachhausen, Vahr, Vegesack, Walle i Woltmershausen.
A te z kolei dzielą się na 88 jednostek administracyjnych (Ortsteil).

## Historia

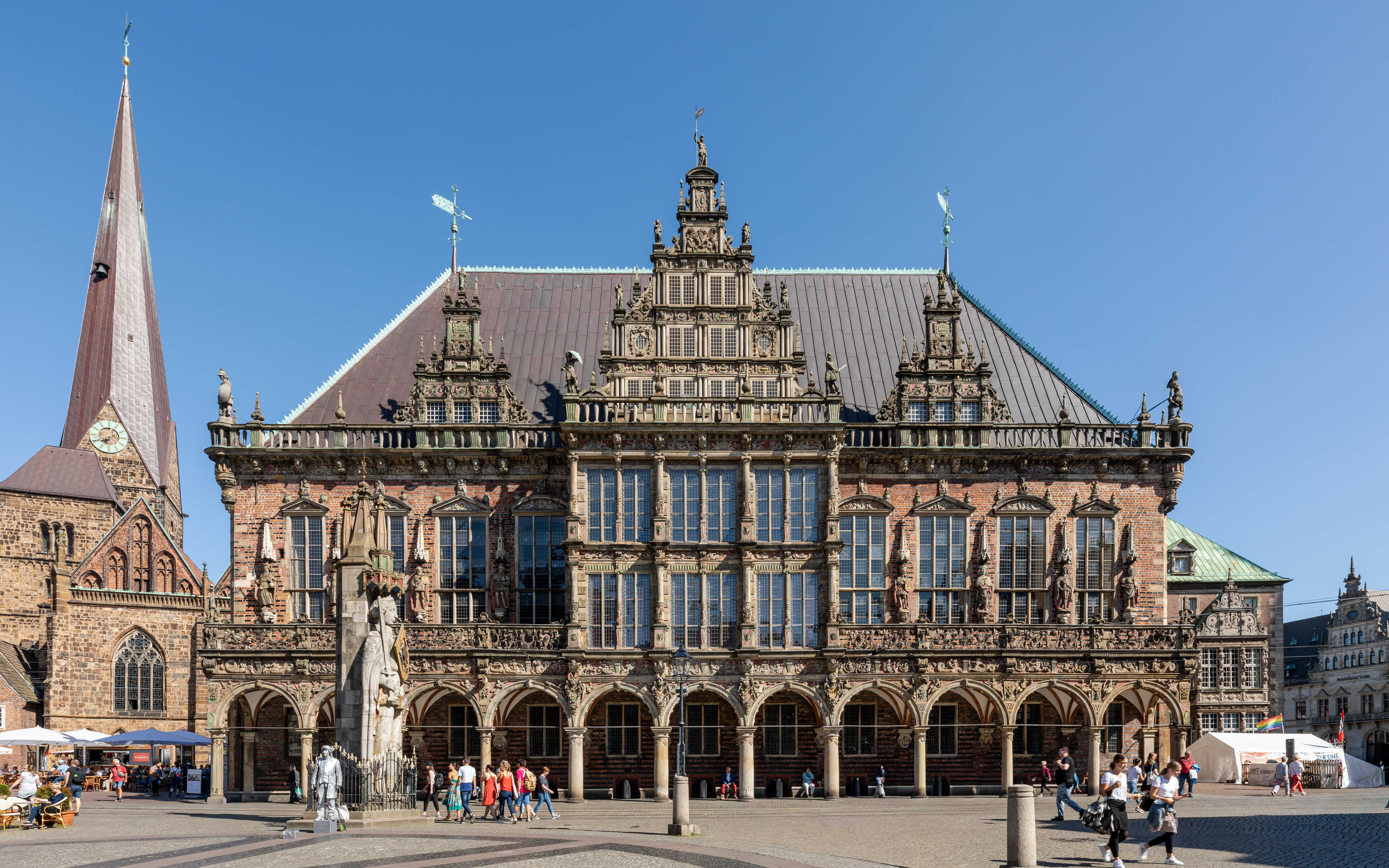
Ratusz w Bremie

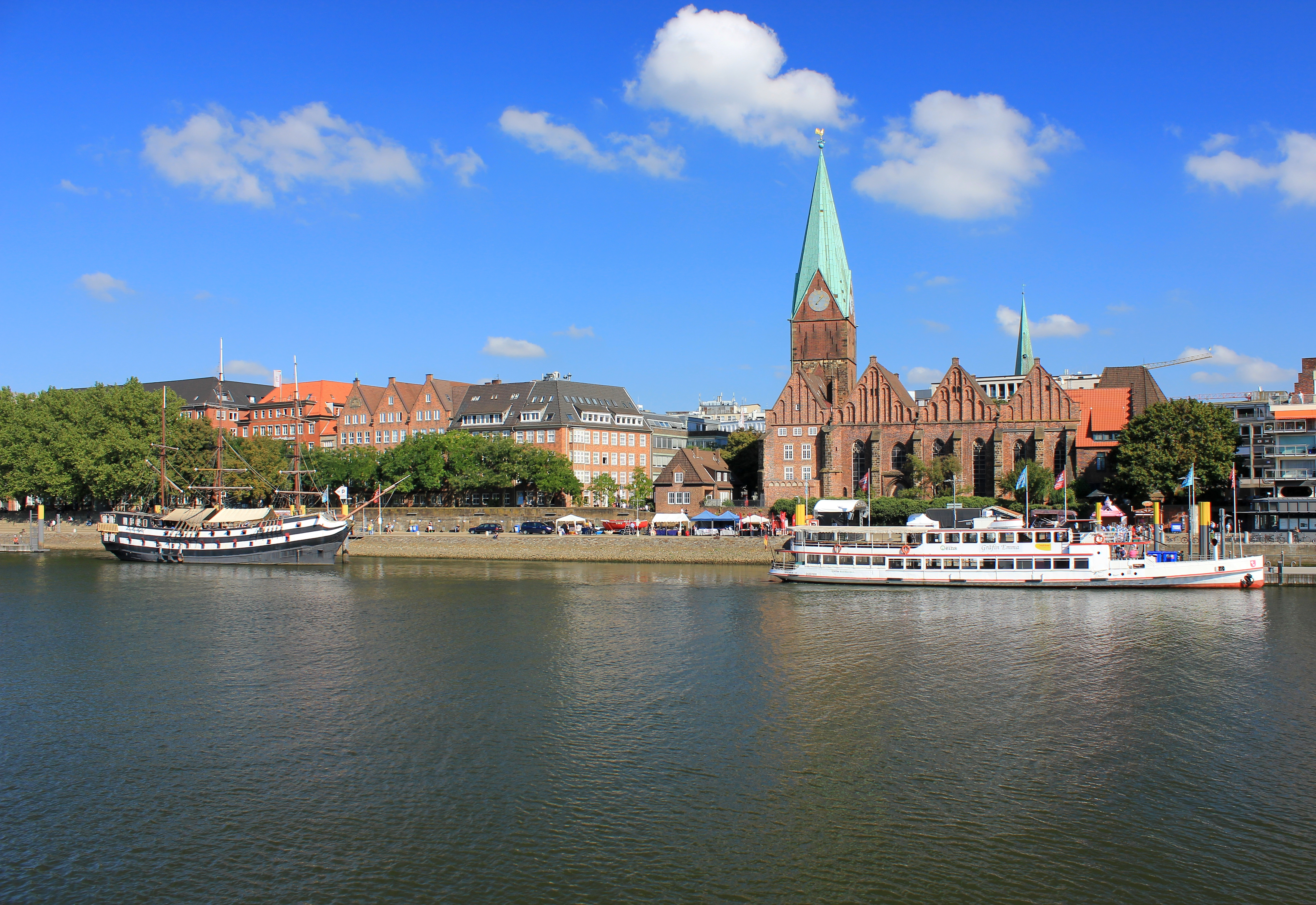
Panorama Bremy

### Kalendarium
- 787 – pierwsze wzmianki w źródłach pisanych
- 787 – Karol Wielki założył biskupstwo w Bremie
- 845 – arcybiskupstwo Hamburga-Bremy
- prawa miejskie w XIV wieku
- w ramach Hanzy
- 1646 – wolne miasto Rzeszy, uwolnione spod władzy arcybiskupów
- 1815 – członek Związku Niemieckiego
- 1867 – członek Związku Północnoniemieckiego
- 1871 – w II Rzeszy Niemieckiej
- 1919 – Bremska Republika Rad
- 1943 – uruchomienie obozu koncentracyjnego Bremen-Farge dla Polaków, Rosjan i Francuzów, którzy budowali Bunkier okrętów podwodnych Valentin
- 1940–1945 – duże zniszczenia wskutek bombardowań RAF
- 1945 – zajęcie przez wojska aliantów
- 1949 – miasto wraz z Bremerhaven weszło w skład kraju związkowego Brema Republiki Federalnej Niemiec.

## Zabytki i turystyka
- Stare Miasto
  - gotycki ratusz z XV wieku z fasadą w stylu renesansu wezerskiego
  - rynek
  - posąg Rolanda, bohatera „Pieśni o Rolandzie”
  - romańska katedra św. Piotra (St. Petri Dom)
  - Kościół ewangelicki Najświętszej Maryi Panny (Liebfrauenkirche)
  - Muzykanci z Bremy (Bremer Stadtmusikanten) – pomnik słynnych osła, psa, kota i koguta po zachodniej stronie ratusza
- kamienice z XVI–XVII wieku
- Dom cechowy Schütting z XVI wieku
- Böttcherstraße z lat 20. XX wieku
- dzielnica rybacka Schnoor
- Browar Beck’s (muzeum, warzelnia i magazyn słodu)[5].

## Gospodarka
Według danych Organizacji Współpracy Gospodarczej i Rozwoju, PKB per capita Bremy w 2013 roku wynosiło 53 379 USD, co było wyższe niż średnia dla całych Niemiec. Dla porównania, Bank Światowy podał, że w 2013 roku Niemcy miały PKB per capita na poziomie 46 268 USD, a Unia Europejska jako całość – 35 408 USD w tym samym roku.
Brema jest drugim najważniejszym ośrodkiem rozwoju w regionie, po Hamburgu. Znajdują się tam m.in. stocznie, huty żelaza, rafinerie ropy naftowej, fabryki z branży motoryzacyjnej. Duży port morski i śródlądowy. Awanportem miasta jest Bremerhaven. Miasto stanowi część sieci produkcyjnej Airbus Defence and Space – tutaj odbywa się wyposażanie skrzydeł wszystkich szerokokadłubowych samolotów Airbus oraz produkcja małych części z blachy. Ważnym obszarem działalności jest także montaż strukturalny, w tym produkcja metalowych klap podwozia. W ramach produkcji modelu Airbus A380, w Bremie montowane są klapy podwozia (systemy zwiększające siłę nośną). W mieście odbywa się także wstępny montaż końcowy kadłuba (z wyłączeniem kokpitu) wojskowego samolotu transportowego A400M przed przekazaniem do Hiszpanii.
W Bremie zatrudnionych jest ponad 3100 osób w Airbusie, który jest drugim co do wielkości zakładem Airbus w Niemczech. W ramach Centrum Doskonałości – Skrzydło/Pylon, Brema odpowiada za projektowanie i produkcję systemów zwiększających siłę nośną skrzydeł samolotów Airbus. W mieście znajduje się pełny łańcuch procesowy dla tych elementów – od biura projektowego, przez inżynierię technologiczną, aerodynamikę, inżynierię systemową, rozwój konstrukcji, testy weryfikacyjne, montaż strukturalny i wyposażenie skrzydeł, aż po końcowe dostawy do linii montażu końcowego. Ponadto Brema produkuje części blaszane, takie jak klipsy i elementy wzmacniające, dla wszystkich samolotów Airbus w ramach Centrum Doskonałości – Kadłub i Kabina.
W Bremie znajduje się również zakład Astrium oraz siedziba OHB – odpowiednio pierwszego i trzeciego co do wielkości przedsiębiorstwa kosmicznego w Unii Europejskiej.
W mieście działa także fabryka Mercedes-Benz zatrudniająca około 11 500 osób, produkująca modele z serii C, CLK, SL, SLK oraz GLK.
Browar Beck & Co, produkujący piwa Beck’s i St Pauli Girl, ma swoją siedzibę w Bremie. W przeszłości, gdy port w Bremie był „kluczem do Europy”, miasto miało dużą liczbę importerów wina, jednak obecnie ich liczba znacznie się zmniejszyła. Ponadto, około 800 lat temu w Bremie produkowano wysokiej jakości wina. Mimo że miasto nie jest miejscem, w którym znajduje się największa piwnica win na świecie, to kiedyś przechowywano w niej ponad milion butelek – jednak podczas II wojny światowej została splądrowana przez siły okupacyjne.
W Bremie swoją niemiecką lub europejską siedzibę mają liczne przedsiębiorstwa zajmujące się produkcją i handlem żywnością, m.in.: Anheuser-Busch InBev (Browar Beck’s), Kellogg’s, Kraft Foods (Kraft, Jacobs Coffee, Milka Chocolate, Milram, Miràcoli), Frosta (żywność mrożona), Nordsee (sieć barów szybkiej obsługi z daniami rybnymi), Melitta Kaffee, Eduscho Kaffee, Azul Kaffee, Vitakraft (artykuły i karma dla zwierząt domowych), Atlanta AG (Chiquita – banany), Hachez (wykwintne czekolady i wyroby cukiernicze), Feodora chocolatier.
Bremer Woll-Kämmerei (BWK), międzynarodowe przedsiębiorstwo zajmujące się produkcją i handlem wełną oraz pokrewnymi produktami, ma swoją siedzibę w Bremie. Gleistein, niemiecka fabryka lin, również ma tutaj swoją główną siedzibę.

## Transport

### Transport kolejowy

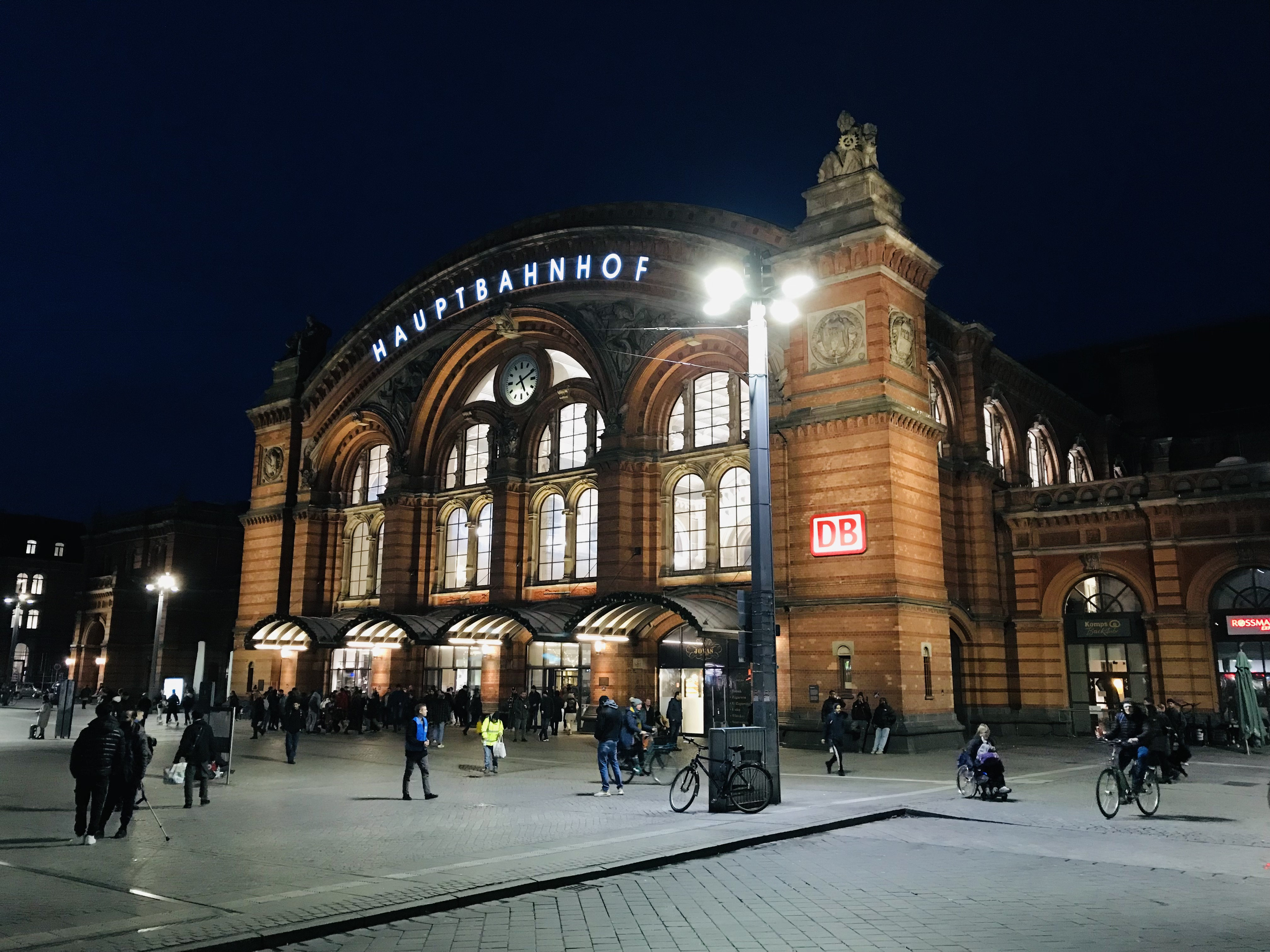
Dworzec główny w Bremie

Dworzec główny w Bremie jest ważnym węzłem komunikacyjnym dalekobieżnym, należącym do drugiej klasy cenowej. Krzyżują się tu kluczowe trasy kolejowe prowadzące z Hamburga do Zagłębia Ruhry, Bremerhaven, Hanoweru oraz Oldenburga (–Leer). Połączenie z Vegesack linią Bremen–Farge ma charakter lokalny.
Brema jest zintegrowana z siecią dalekobieżnych połączeń Deutsche Bahn, obsługujących linie ICE na trasach Brema – Monachium oraz Hamburg – Bazylea, a także połączenia IC łączące Hamburg z Kolonią oraz Oldenburg z Lipskiem.
Stacje kolejowe: Bremen Hauptbahnhof, Bremen-Burg, Bremen-Farge, Bremen Mahndorf, Bremen-Neustadt, Bremen Sebaldsbrück.

#### Lokalny transport zbiorowy
Istnieją regionalne połączenia ekspresowe do Bremerhaven, Hanoweru, Hamburga, Osnabrück i Oldenburga – Norddeich Mole oraz regionalne połączenie kolejowe przez Lüneburg Heide do Uelzen (przez Langwedel, Visselhövede i Soltau).
Linię kolejową do Hamburga obsługują pociągi Metronom (→ Hanse-Netz).
Od 12 grudnia 2010 r. NordWestBahn (NWB) obsługuje pierwsze trzy linie regionalnej kolei miejskiej Regio-S-Bahn Bremen/Niedersachsen w imieniu Zweckverband Verkehrsverbund Bremen/Niedersachsen (ZVBN) (RS 2: Bremerhaven – Lehe – Bremerhaven-Hbf – Brema-Hbf – Twistringen; RS 3: Bad Zwischenahn – Oldenburg-Hbf – Hude – Delmenhorst – Brema-Hbf; RS 4: Nordenham – Hude – Delmenhorst – Brema-Hbf).
11 grudnia 2011 roku oddano do użytku czwartą linię Regio-S-Bahn (RS 1: Bremen-Farge – Vegesack – Bremen Hbf – Verden).
Ruch pasażerski na linii kolejowej Brema–Farge – Brema–Vegesack w Bremie-Nord, który został zamknięty w 1961 r., został wznowiony w grudniu 2007 r., a składy kolei spalinowej NordWestBahn kursowały co pół godziny. Trasa ta została zelektryfikowana w 2011 roku i od 11 grudnia 2011 roku jest częścią linii S-Bahn RS 1.

### Tramwaje

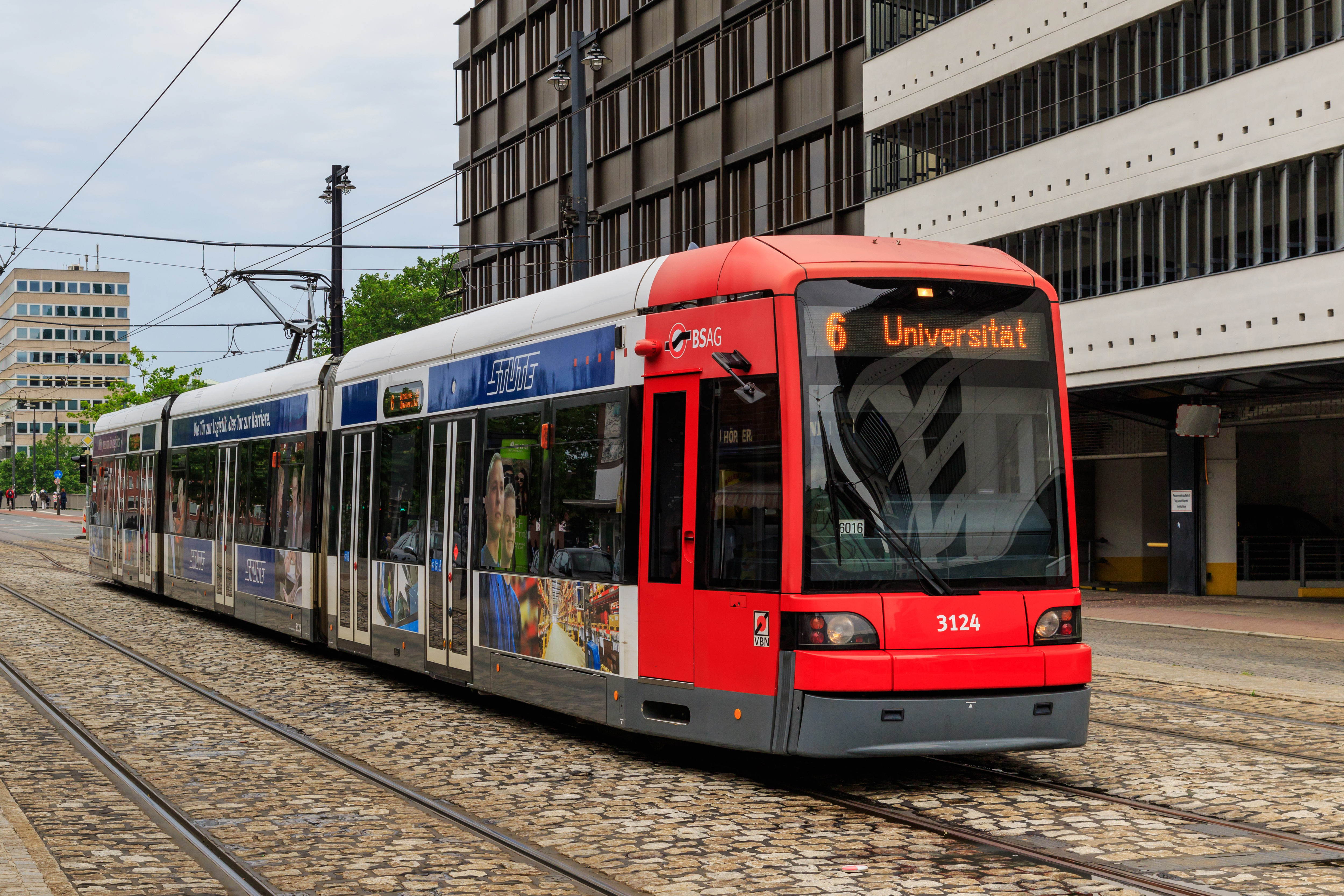
Tramwaj GT8N-1 na przystanku Domsheide

Tramwaje elektryczne pojawiły się w Bremie w 1892 r. Posiadają normalny rozstaw szyn. W 2009 było w mieście 67,5 km tras tramwajowych, a kursowało po nich zasadniczo 7 linii (z trzema dodatkowymi wariantami). Kursują także linie muzealne, obsługiwane zabytkowym taborem – nr 15 i 16. Taktowanie kursowania na liniach zwykłych wynosiło 10 minut. Planuje się otwarcie 6 nowych odcinków. Tabor reprezentują: GT4e/GT4f + GB4e/GB4f (Wegmann & Co.) – 18 sztuk, GT8N (AEG/Adtranz) – 77 sztuk, GT8N-1 Flexity Classic (Bombardier Transportation) – 34 sztuki. Ruch obsługuje firma BSAG (Bremer Straßenbahn AG) w ramach związku komunikacyjnego Verkehrsverbund Bremen/Niedersachsen (VBN).

### Transport lotniczy

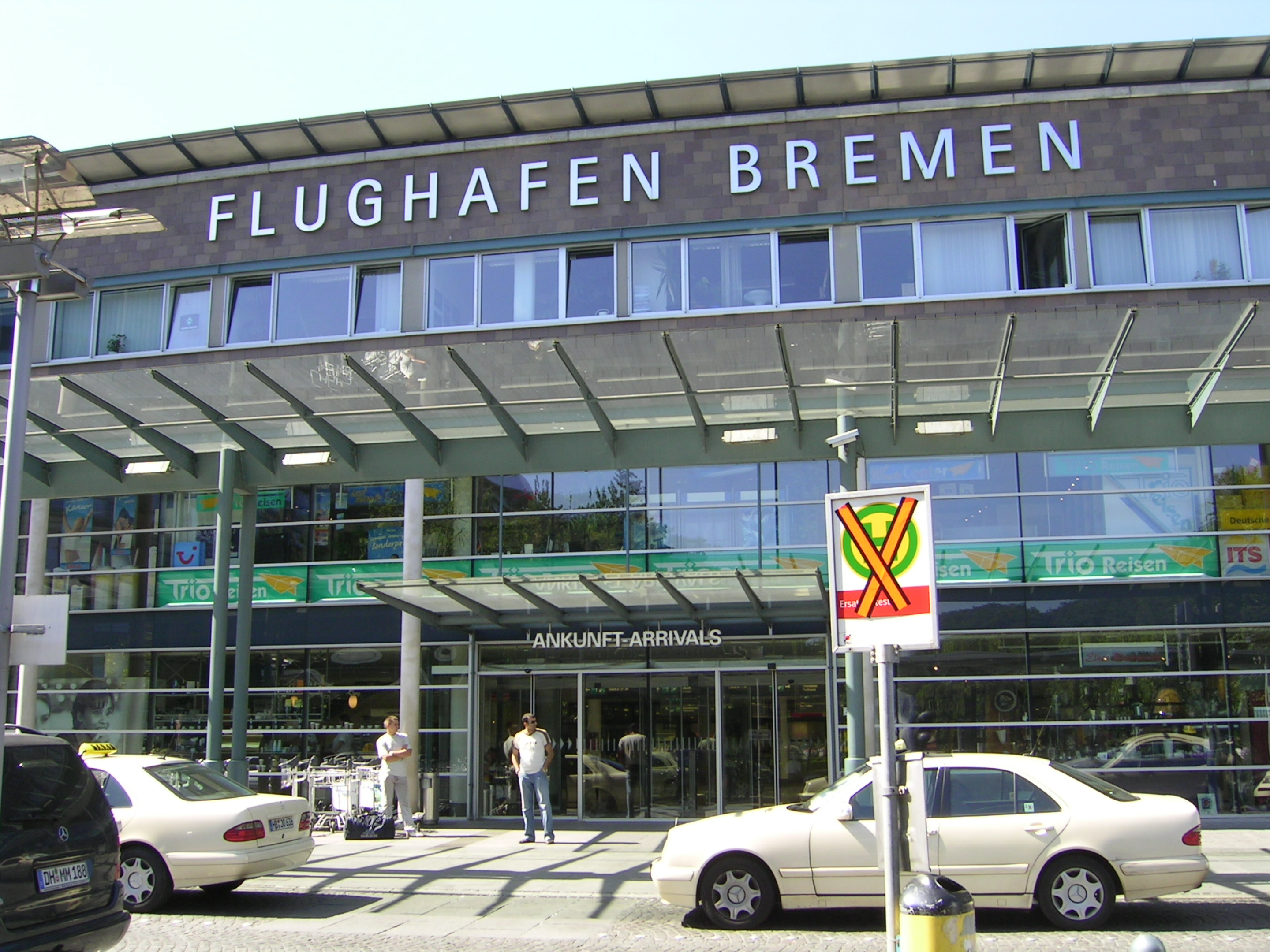
Port lotniczy w Bremie

Międzynarodowy Port Lotniczy Brema (BRE) znajduje się na południe od miasta w dzielnicy Neuenstadt i funkcjonuje w tej lokalizacji od 1909 roku. W 1995 roku wokół terminala powstało centrum lotniskowe, w którym swoje siedziby mają liczne oddziały międzynarodowych przedsiębiorstw. Nowy terminal, zaprojektowany przez architekta Gerta Schulze, został otwarty w 2001 roku.
W 2006 roku lotnisko obsłużyło 1,7 miliona pasażerów, jednak liczba operacji lotniczych spadła do 40 419, osiągając najniższy poziom od 1988 roku. Wzrost ruchu odnotowały linie Ryanair i Turkish Airlines, oferujące nowe połączenia z Bremy do różnych miast w Europie i Turcji. W 2008 roku liczba pasażerów wzrosła do 2,5 miliona. Pomimo rosnącego ruchu pasażerskiego, dzięki wykorzystaniu większych samolotów i optymalizacji przepustowości, liczba lotów nigdy nie przekroczyła 60 000 rocznie od 1965 roku.
Lotnisko działa w ograniczonym zakresie nocnym – ostatni planowy przylot ma miejsce o godzinie 23:00. Największy ruch odnotowuje się rano i wieczorem. Dojazd do lotniska możliwy jest autostradą A281, a z dworca głównego można dotrzeć bezpośrednio tramwajem linii nr 6. Na terenie portu lotniczego mieści się także szkoła pilotów komercyjnych Lufthansy.

## Nauka i oświata
Obok szkolnictwa podstawowego, ogólnokształcącego i zawodowego, w Bremie działają następujące uczelnie:
- Uniwersytet w Bremie (Universität Bremen) – od roku akademickiego 1971–1972, wcześniej od 1970 r. pod nazwą Marx & Moritz-Universität
- Akademia Sztuk Pięknych – Hochschule für Künste Bremen(inne języki) – pod tą nazwą od 1988 r. W 1979 połączona z bremeńskim konserwatorium muzycznym
- Hochschule Bremen(inne języki) – powstała w 1982 r. z połączenia szkół wyższych techniki, morskiej, ekonomii i pedagogiki społecznej oraz gospodarki
- Jacobs University Bremen(inne języki) – uczelnia prywatna założona w 1999 r. jako International University Bremen, w 2006 r. po wsparciu uczelni przez szwajcarską fundację Jacobs Foundation(inne języki) przyjęła nową nazwę.

W mieście istnieją obecnie następujące instytucje naukowe:
- Instytut Mikrobiologii Morskiej Maxa Plancka – Max-Planck-Institut für Marine Mikrobiologie (MPI-MM)
- Instytut Fraunhofera Techniki Produkcyjnej i Stosowanych Badań Materiałowych (Fraunhofer-Institut für Fertigungstechnik und Angewandte Materialforschung(inne języki) – IFAM)
- Instytut Gospodarki Morskiej i Logistyki (Institut für Seeverkehrswirtschaft und Logistik(inne języki) – ISL).

20 czerwca 1913 roku w Bremie doszło do strzelaniny w szkole, jednej z pierwszych tak krwawych w historii.

## Kultura
W mieście odbywają się: Volksfest, najstarszy i trzeci co do wielkości festyn ludowy w Niemczech, a także największy karnawał samby w Europie, największe europejskie sześciodniowe wyścigi kolarskie i festiwal muzyki klasycznej Musikfest.

## Sport
- Werder Brema – klub piłkarski (wielokrotny mistrz i wicemistrz Niemiec, uczestnik rozgrywek Ligi Mistrzów UEFA, zdobywca Pucharu Niemiec i Pucharu Zdobywców Pucharów).
  - Weserstadion – stadion
- FC Oberneuland – klub piłkarski

## Urodzeni w Bremie
- Angelique Kerber – niemiecka tenisistka
- Bernhard (Bert) Trautmann – niemiecki piłkarz

## Współpraca
Miejscowości partnerskie:
- Bratysława, Słowacja
- Corinto, Nikaragua
- Dalian, Chiny
- Dudley, Wielka Brytania
- Durban, RPA
- Gdańsk, Polska
- Hajfa, Izrael
- Izmir, Turcja
- Pune, Indie
- Rostock, Meklemburgia-Pomorze Przednie
- Ryga, Łotwa
- Tamra, Izrael
- Windhuk, Namibia
- Kwidzyn, Polska

## Galeria

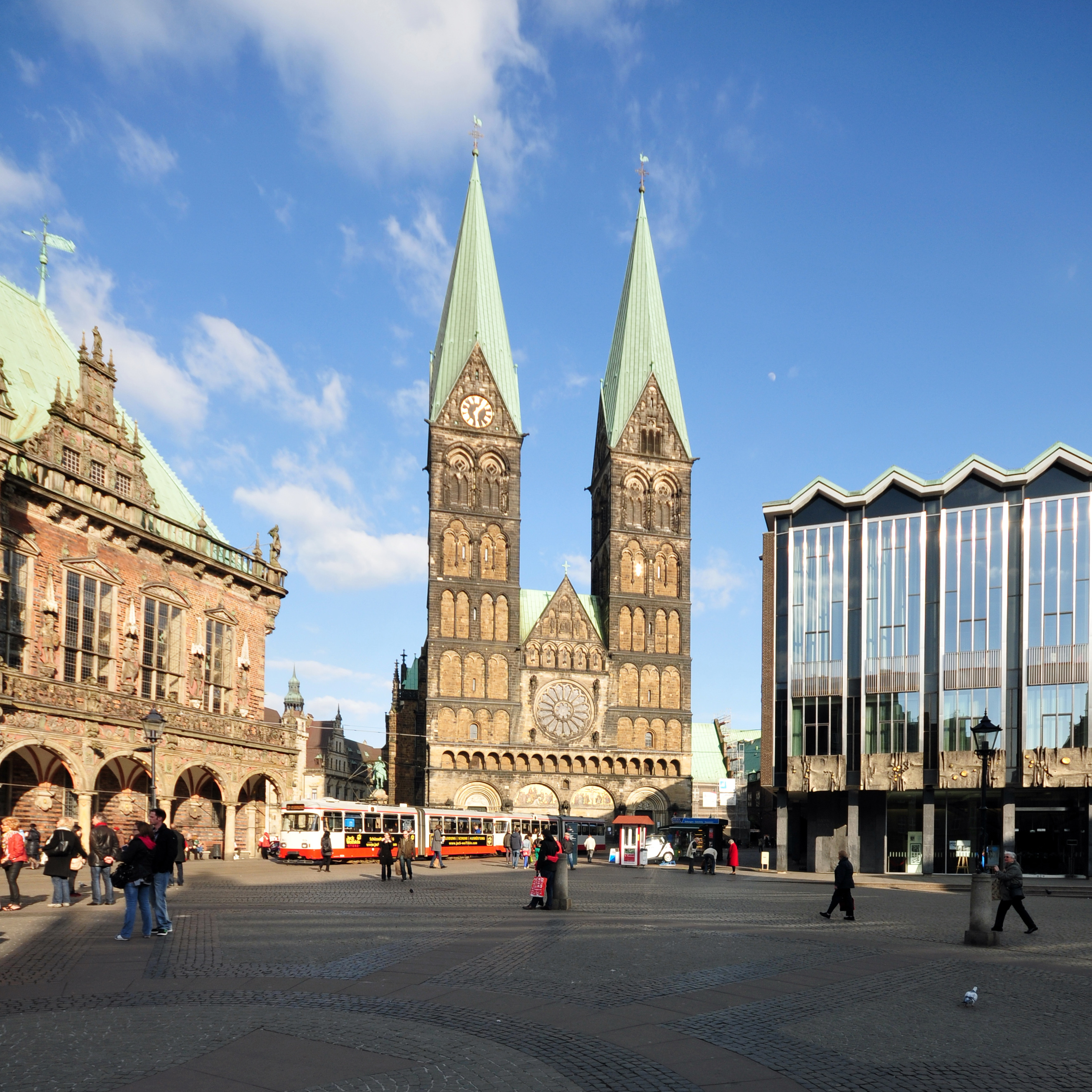
Katedra w Bremie (St. Petri Dom)
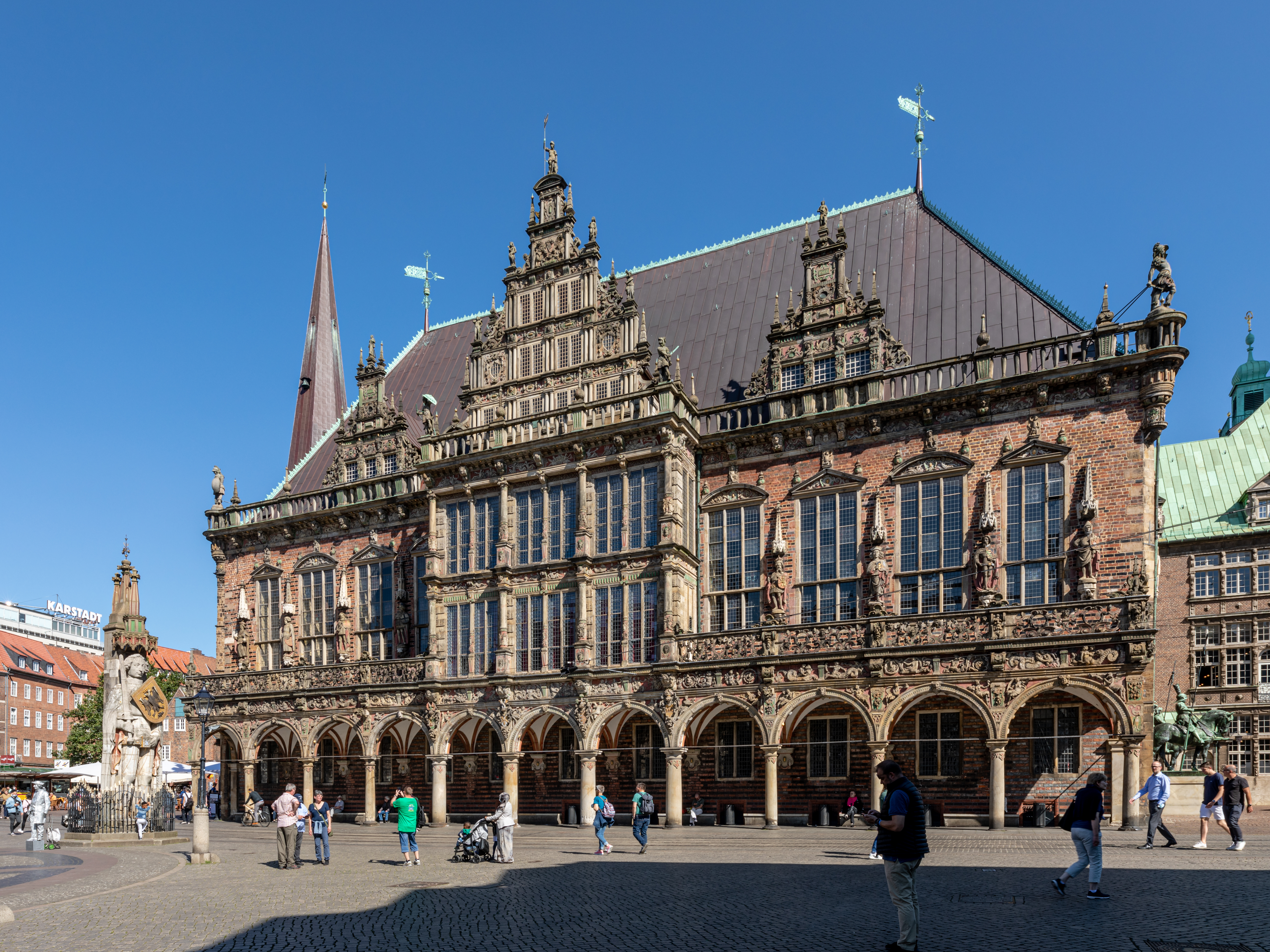
Ratusz
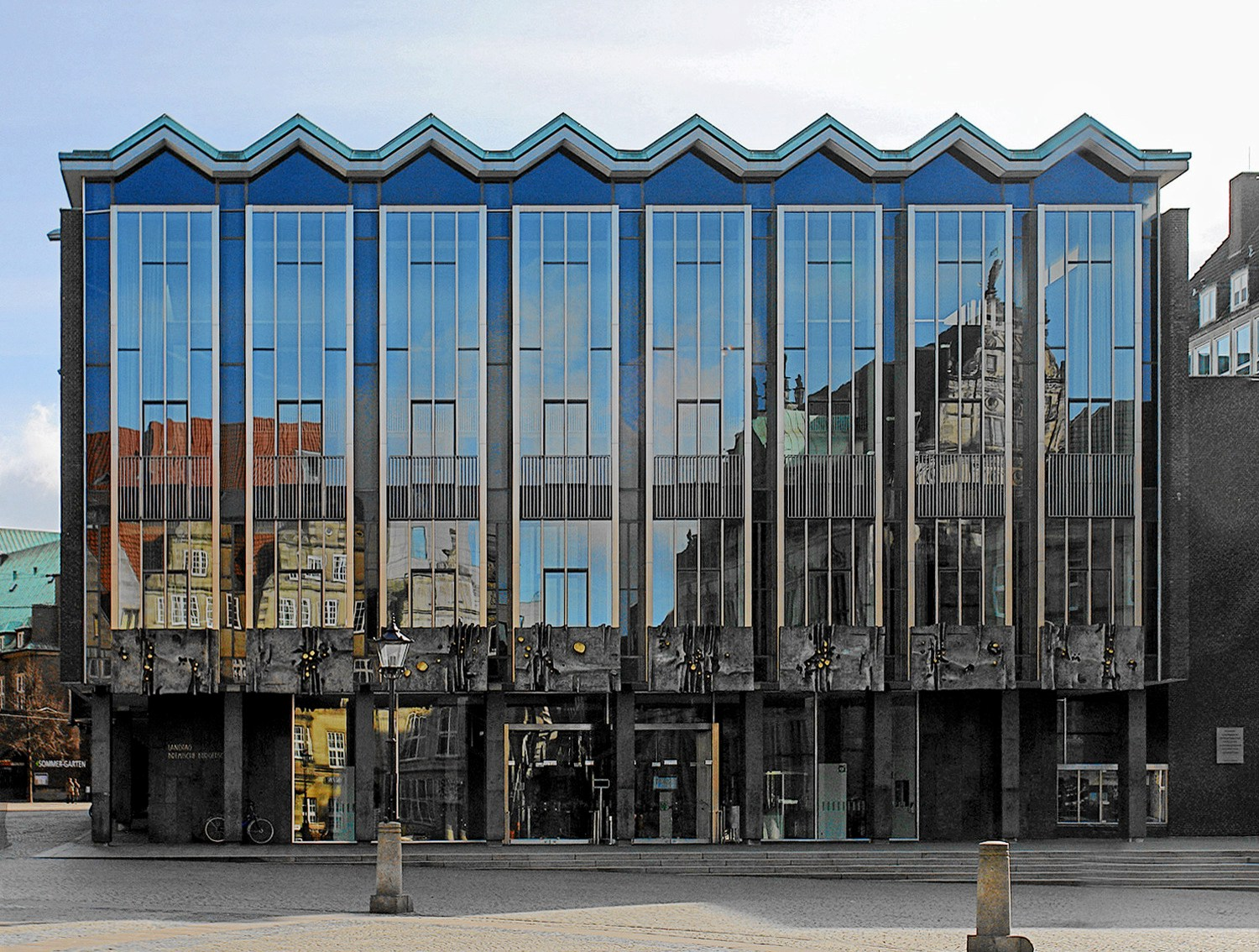
Parlament (Landtag)
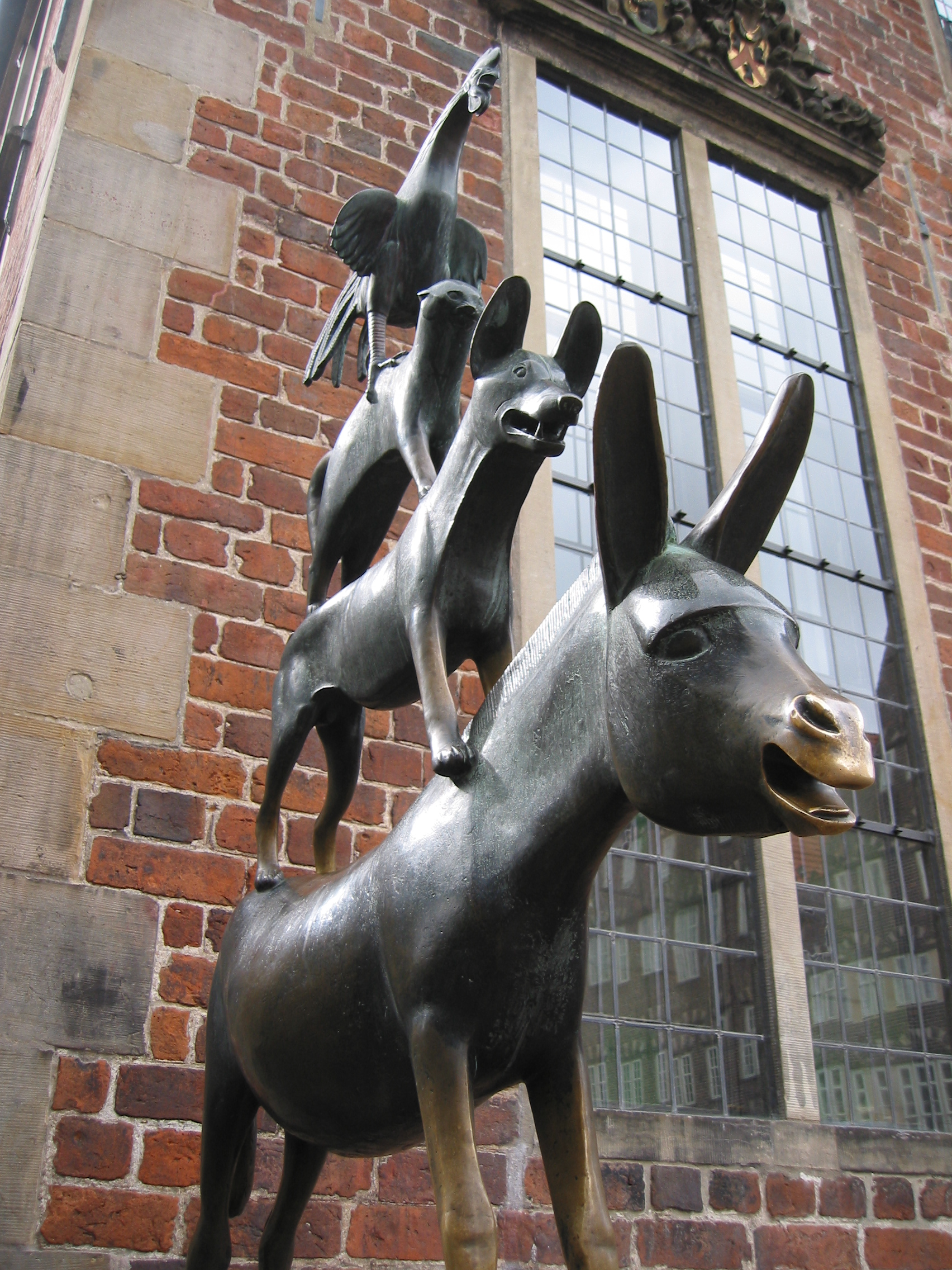
Pomnik „muzykantów z Bremy”, jeden z symboli miasta
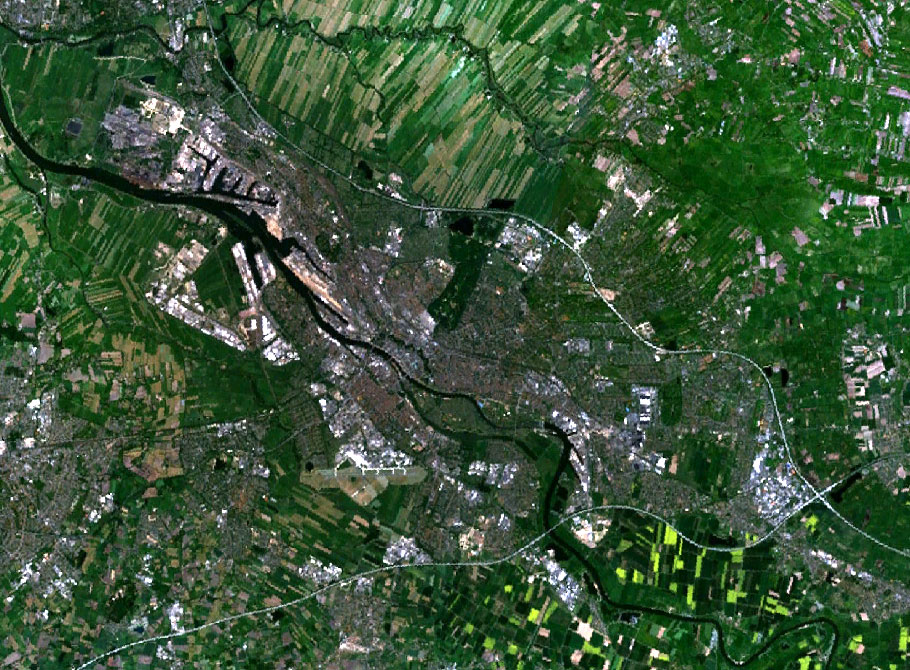
Zdjęcia satelitarne Bremy
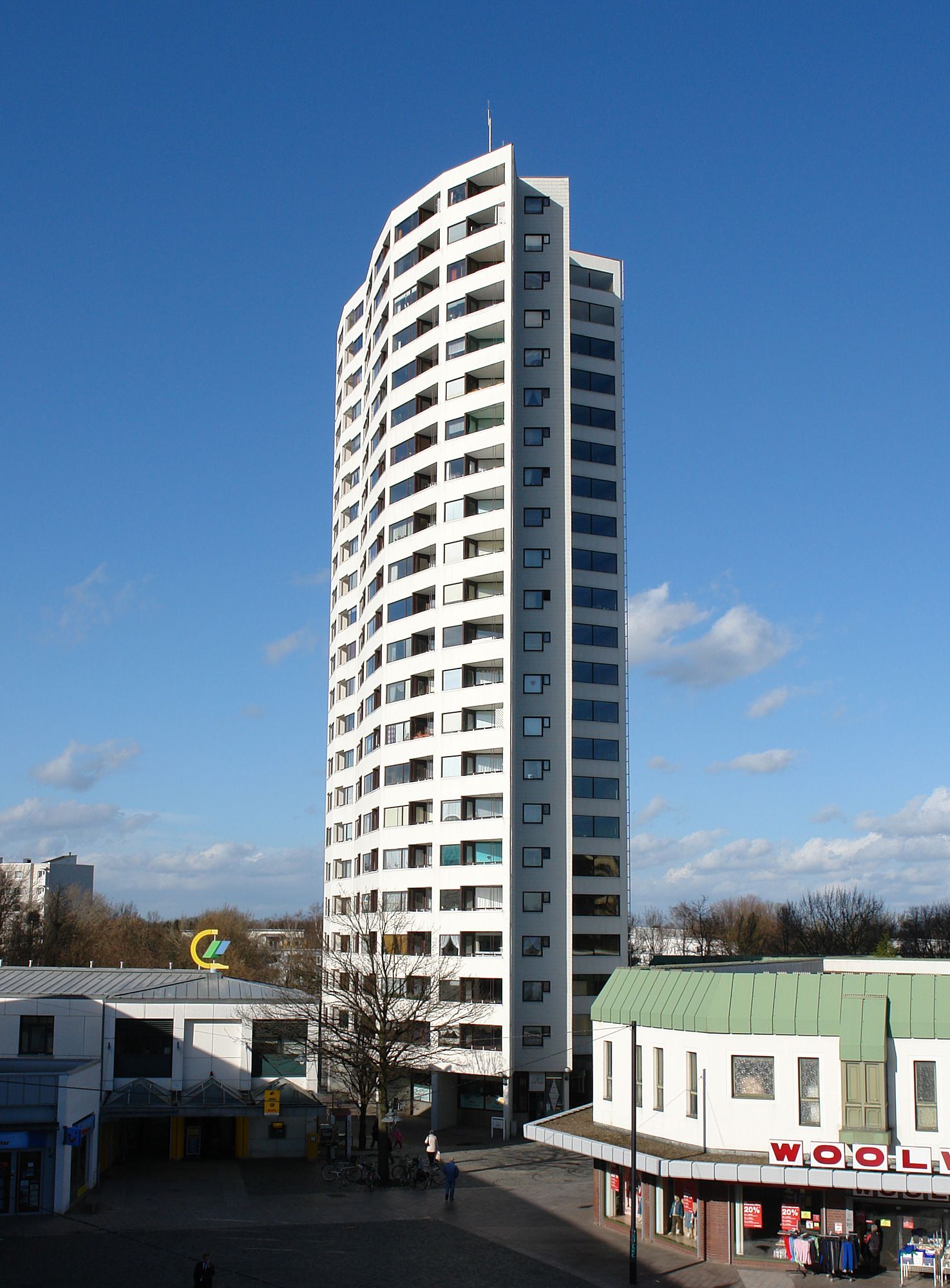
Aalto-Hochhaus